# David Douděra
David Douděra, né le 31 mai 1998 à Brandýs nad Labem en Tchéquie, est un footballeur tchèque qui joue au poste d'arrière droit au Slavia Prague.

## Biographie

### En club
Né à Brandýs nad Labem en Tchéquie, David Douděra est notamment formé par le Dukla Prague. Il joue son premier match en professionnel le 23 septembre 2017, lors d'une rencontre de championnat face au SK Sigma Olomouc. Il entre en jeu et son équipe s'incline par trois buts à zéro.
Le 20 décembre 2019 est annoncé le transfert de David Douděra au FK Mladá Boleslav, qu'il rejoint officiellement en janvier 2020. Il joue son premier match sous ses nouvelles couleurs le 14 février 2020, lors d'une rencontre de championnat contre le SK Dynamo České Budějovice. Il est titularisé mais son équipe s'incline par trois buts à zéro.
Le 25 mai 2022, David Douděra rejoint le SK Slavia Prague. Il signe un contrat courant jusqu'en juin 2025,,.
Douděra se distingue le 3 mai 2023, lors de la finale de la coupe de Tchéquie face au rival du Sparta Prague en ouvrant le score pour son équipe. Il contribue ainsi à la victoire de son équipe (0-2 score final) et remporte le trophée.
Le 14 décembre 2023, Douděra se fait remarquer lors de la phase de groupe de la Ligue Europa 2023-2024 face au Servette FC en marquant un but et délivrant une passe décisive. Auteur de l'ouverture du score à la quinzième minute de jeu, il adresse ensuite une offrande pour Mojmír Chytil et contribue ainsi à la victoire de son équipe ce jour-là (4-0 score final), qui assure la première place de son groupe au Slavia,.

### En sélection
David Douděra représente l'équipe de Tchéquie des moins de 20 ans pour un total de trois matchs joués, tous en 2018.
David Douděra joue son premier match avec l'équipe de Tchéquie espoirs le 5 juin 2019 face à la Russie. Il entre en jeu à la place de Daniel Souček (en) et son équipe s'impose par un but à zéro.
David Douděra honore sa première sélection avec l'équipe nationale de Tchéquie le 24 mars 2023 face à la Pologne. Il entre en jeu à la place de Vladimír Coufal et son équipe l'emporte (3-0 score final).
Il est retenu dans la liste des 26 joueurs tchèques du sélectionneur Ivan Hašek pour participer à l'Euro 2024.